# Dalibor Stevanović
Dalibor Stevanović, slovenski nogometaš, * 27. september 1984, Ljubljana.

## Dosežki
Śląsk Wrocław
- Ekstraklasa: (1)

2011/2012
- Superpokal: (1)

2012

## Kariera
Dalibor je profesionalno nogometno pot začel leta 2001 v NK Olimpija in jo nato leta 2002 nadaljeval v NK Domžale. Leta 2005 je podpisal štiriinpol letno pogodbo s španskim klubom Real Sociedad, kjer pa se ni uspel uveljaviti kot igralec prve ekipe. Leta 2008 je bil zato posojen klubu Deportivo Alavés, septembra istega leta pa je predčasno prekinil pogodbo z Realom Sociedad in odšel v Izrael, kjer je podpisal enoletno pogodbo z možnostjo podaljšanja s klubom Maccabi Petah Tikva.

## Reprezentančna kariera
Dalibor Stevanović je od leta 2006 član Slovenske nogometne reprezentance, za katero je prvič zaigral pod vodstvom Branka Oblaka. Ta mu je prvo priložnost ponudil na prijateljskem turnirju v Larnaki, kjer je februarja 2006 vstopil kot rezervni igralec s klopi na tekmi z Romunijo. V začetku marca istega leta je drugič zaigral na tekmi proti Cipru. 
Tretjič je dobil priložnost pod vodstvom selektorja Matjaža Keka, ki ga je v igro poslal na prijateljski tekmi proti reprezentanci Črne gore avgusta 2007.
Tudi v kvalifikacijah za nastop na Svetovnem prvenstvu 2010 je od leta 2008 član slovenske reprezentance.
Prvi zadetek za člansko reprezentanco je dosegel 14. oktobra 2009, na zadnji tekmi kvalifikacij za Svetovno prvenstvo proti San Marinu. 